# 金成陽一
金成 陽一（かなり よういち、1948年- ）は、日本のドイツ文学者。

## 人物・来歴
獨協大学外国語学部卒業、日本大学大学院独文博士課程満期退学。いわき明星大学人文学部教授。2008年退職、中央大学、跡見学園女子大学講師。ポップカルチャー学会元会長。

## 著書
- 『誰が「赤ずきん」を解放したか』大和書房、1989年9月  『「赤ずきん」はなぜ愛くるしいか』（ハヤカワ文庫NF）
- 『誰が「白雪姫」を誘惑したか』大和書房、1991年11月
- 『誰が「ねむり姫」を救ったか』大和書房、1993年4月
- 『グリム童話のなかの怖い話』大和書房、1994年11月
- 『グリム童話のなかの呪われた話』大和書房、1996年10月
- 『ドイツ・メルヘンのひそむ街で』大和書房、1997年8月
- 『グリム童話のなかの愛と試練 メルヘンにひそむヨハネ伝説』彌生書房、1998年7月
- 『グリム童話のなかのぞっとする話』大和書房、1999年4月
- 『グリム残酷童話』講談社+α文庫、2001年4月
- 『エロチックメルヘン3000年』講談社、2008年5月
- 『まだあるグリムの怖い話 「グリム・ドイツ伝説集」を読む』東京堂出版、2012年8月
- 『おとなのグリム童話 あまり知られていなかった作品を読む』（フィギュール彩）彩流社、2017年6月
- 『遠い記憶遠い国 ある旅の記録』彩流社、2020年6月

### 共編著
- 『あなたのドイツ語 授業のための文法講義ノート』佐々木稔共著、大学書林、1985年5月
- 『ドイツ語を学ぼう!』佐々木稔,稲村道嘉共編、同学社、1986年2月
- 『ふしぎな話 「トミ・ウンゲラー童話集」より』編、同学社、1990年3月

## 論文
- ＜金成陽一